# Minamisoma
Minamisoma (南相馬市, Minamisoma-shi) é uma cidade japonesa localizada na prefeitura de Fukushima.
Em 1 de Março de 2020 a cidade tinha uma população estimada em 53.462 habitantes e uma densidade populacional de 130 pessoas por km². Tem uma área total de 398,58 km².
Recebeu o estatuto de cidade a 1 de Janeiro de 2006. A cidade foi criada através da fusão da cidade de Haramachi com as vilas de Odaka e Kashima do distrito de Somoa.

## Geografia
Minamisoma está localizada no nordeste da prefeitura de Fukushima, banhada pelo Oceano Pacífico a leste e o Planalto de Abukuma está localizado a oeste.

## Cidades vizinhas

### Prefeitura de Fukushima
- Soma
- Iitate
- Namie

## Clima
Minamisōma tem um clima úmido (Köppen classificação climática Cfa). A temperatura média anual em Minamisoma é de 12,4 °C. A média anual de chuvas é de 1285 mm com setembro como o mês mais úmido. As temperaturas são mais altas em média em agosto, em torno de 24,7 °C, e as mais baixas em janeiro, em torno de 1,7 °C

## História
A atual área de Minamisōma fazia parte da antiga província de Mutsu, e foi estabelecida desde o período Jōmon. Numerosos restos do período Kofun foram encontrados na área. Durante o período Edo, a área fazia parte das explorações do Domínio de Sōma. Após a Restauração Meiji, foi organizada como parte da província de Iwaki. Com a criação do moderno sistema de municípios em 1º de abril de 1896, a área foi organizada em várias cidades e vilas dentro do distrito de Sōma, incluindo a cidade de Hara em 1º de setembro de 1897. Hara foi elevado ao status de cidade em 20 de março de 1954, tornando-se a cidade de Haramachi. A atual cidade de Minamisoma foi fundada em 1º de janeiro de 2006, a partir da fusão de Haramachi com as cidades de Kashima e Odaka (ambas do distrito de Sōma).

## Sismo e tsunami de Tohoku

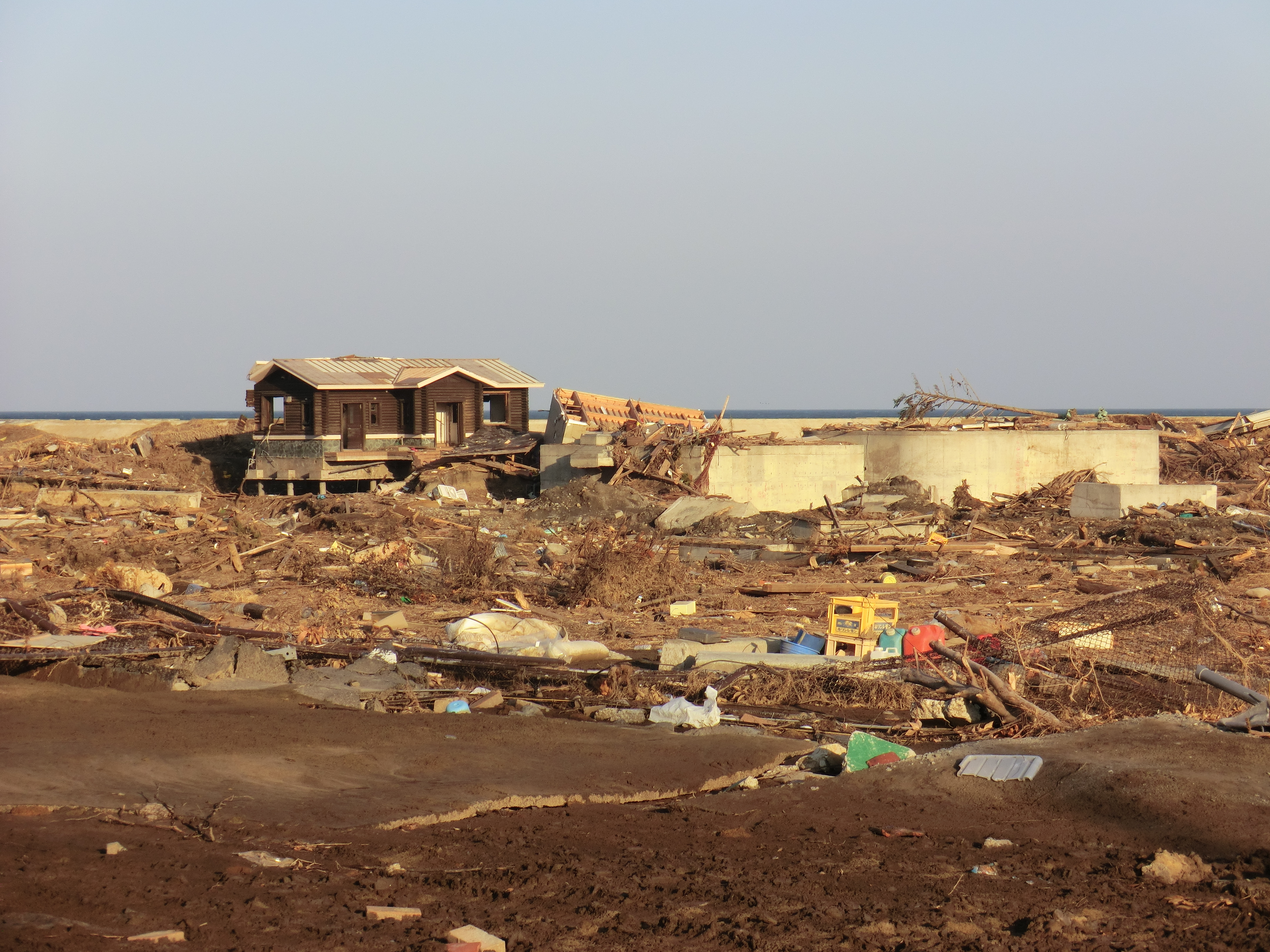
Casa destruída em Minamisoma após passagem do tsunami

Minamisoma foi parcialmente inundada pelo tsunami causado pelo terremoto de Tōhoku ocorrido no dia 11 de março de 2011, sofrendo grandes danos. Em 9 de abril de 2011, 400 moradores foram confirmados como mortos e outros 1.100 como desaparecidos.
Minamisoma fica cerca de 25 quilômetros ao norte da Usina Nuclear de Fukushima I, local onde ocorreu um acidente nuclear em consequência ao terremoto e ao tsunami. Grande parte da cidade estava dentro da zona de evacuação de 30 quilômetros nas proximidades da usina, causando a evacuação da maioria dos moradores da cidade. Por volta de uma semana depois do terremoto, houve a repercussão na mídia local quando o prefeito da cidade, Katsunobu Sakarai, afirmou que seu povo havia sido "abandonado" após as ordens para que todos os moradores restantes ficassem em suas casas dentro da zona de evacuação ao redor da Usina Nuclear de Fukushima Daiichi.
Em julho, foi detectada uma contaminação radioativa acima do limite permitido na carne bovina de Minamisoma, de acordo com o Diário Yomiuri.

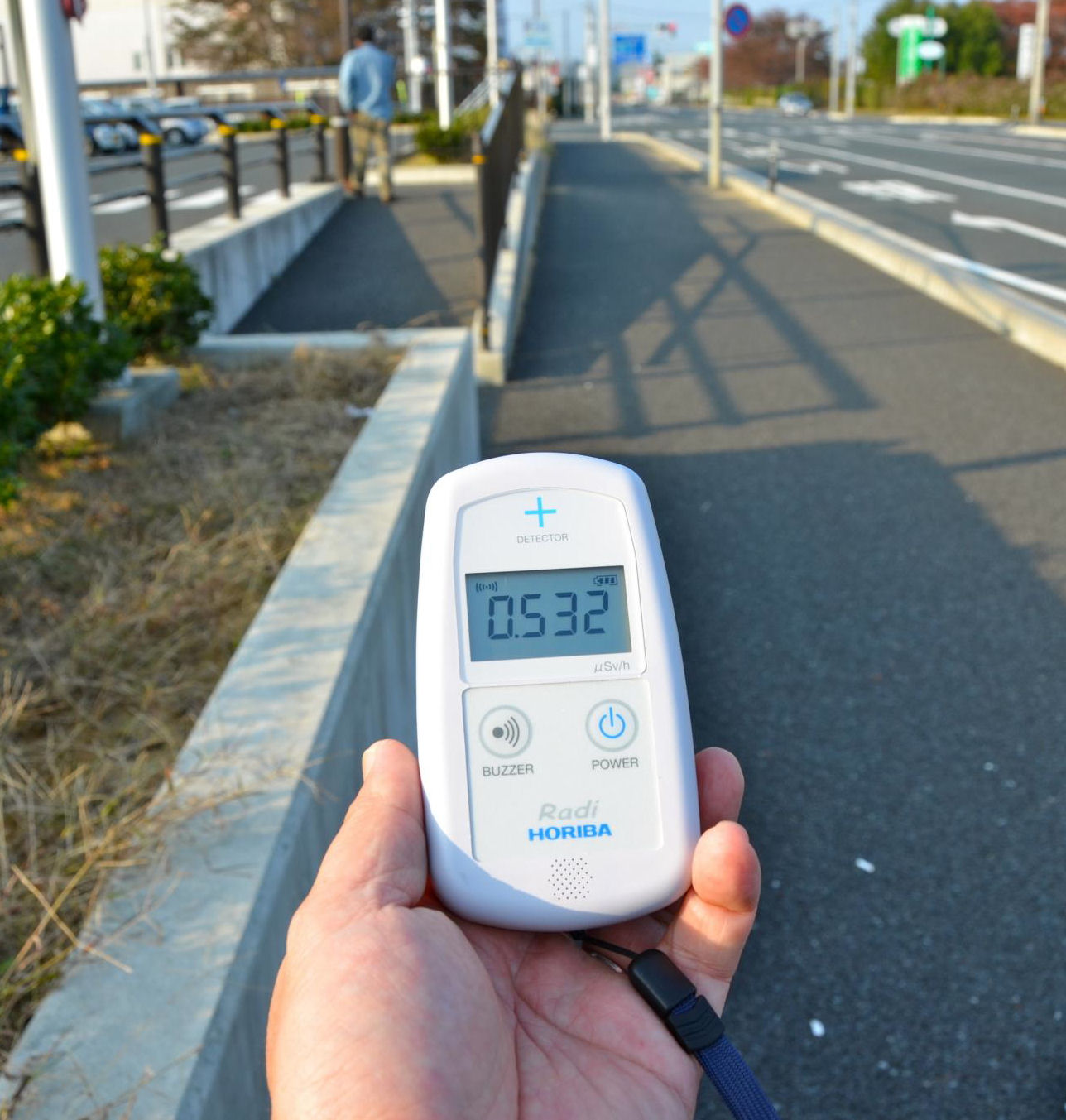
Monitor de níveis de radiação em Minamisoma

Em março de 2012, a cidade foi dividida em três zonas: na primeira, o acesso das pessoas estaria livre para entrar e sair, mas não poderiam passar a noite; no segundo, o acesso era limitado a curtas visitas; e na terceira área, a entrada era proibida devido aos elevados níveis de radiação que não iriam diminuir num prazo de cinco anos após o acidente.
Em 15 de abril de 2012, alguns moradores de Minamisoma tiveram a permissão para retornar as suas casas quando a zona de evacuação foi reduzida de 30 quilômetros para 20 quilômetros dos reatores, com exceção de uma ampla área na fronteira na região oeste da cidade que faz divisa com a cidade de Namie. No momento em que foi determinada a ordem de evacuação, o centro da cidade ainda estava com construções em ruínas, falta de eletricidade e água corrente, enquanto as escolas e os hospitais permaneceram fechados. 
No dia 12 de julho de 2016, a ordem de evacuação foi suspensa para todas as áreas da cidade, exceto a região oeste que faz divisa com a cidade de Namie; permitindo que todos os evacuados restantes (com exceção de uma família) voltassem para casa. Em agosto do mesmo ano, as escolas de ensino fundamental e médio, que estão fechadas desde 2011, foram autorizadas a reabrir.

## Economia
A Usina Termelétrica Haramachi da Tohoku Electric está localizada em Minamisoma.

## Transporte

### Ferrovias
- East Japan Railway Company (JR East) - Linha Jōban

### Rodovias
- Jōban Expressway - Minamisoma Interchange, Área de Serviço Minamisoma-Kashima e Intercâmbio Inteligente
- Rota Nacional 6
- Rota Nacional 114

## Cidades Gêmeas
- Pendleton, Oregon, Estados Unidos

## Atrações turísticas
- Ruínas do Castelo de Odaka